# Birthday (chanson des Beatles)
Pour les articles homonymes, voir Birthday.
Pistes de The Beatles
Julia Yer Blues
Birthday est une chanson des Beatles ébauchée par Paul McCartney pour l'anniversaire de Linda Eastman. Elle est composée et enregistrée dans la même journée, le 18 septembre 1968, dans les studios EMI de Londres avec l'aide de l'ensemble du groupe et de son entourage.
Il s'agit d'un morceau rock très spontané, pris sur le vif, ce qui lui vaut une grande affection de McCartney, et un désaveu total de Lennon.
Elle est publiée en ouverture du deuxième disque de l'« Album blanc », en novembre 1968. Elle a fait l'objet de plusieurs reprises qui se sont classées dans les charts, notamment une version live de McCartney. Celui-ci l'a également interprétée en 2010 pour l'anniversaire de Ringo Starr.

## Composition et enregistrement
Birthday est composée, enregistrée et terminée dans la seule journée du mercredi 18 septembre 1968 dans le studio 2 d’Abbey Road. Ce jour est organisé de façon particulière, comme le raconte l'assistant producteur Chris Thomas qui remplace George Martin parti en vacances, puisque le groupe s'accorde une pause entre deux séances pour aller voir un film chez McCartney qui vit à deux pas du studio :

« J’avais averti Paul que le film La Blonde et moi (The Girl Can't Help It avec Jayne Mansfield, une œuvre de 1956 dont la bande sonore passe en revue tous les succès du rock'n'roll de l'époque, joués par les principaux artistes) passait à la télévision dans la soirée. L’idée était donc de démarrer la séance du jour plus tôt que d’habitude, vers 17h, de filer chez lui pour voir le film, puis de retourner au travail. »

— Chris Thomas
Paul McCartney débarque donc aux studios EMI en milieu d’après midi, et à partir d’un riff rock’n’roll assez simple, compose la chanson sur place. D’après John Lennon, Paul McCartney pensait à Happy, Happy Birthday, un succès de 1957 des Tuneweaver, mais voulait faire quelque chose de plus contemporain et de plus rock. Il désirait en effet enregistrer une chanson en prévision des vingt-six ans de sa compagne, Linda Eastman, qui devait venir à Londres pour l'occasion. McCartney commence ainsi à enregistrer sa partie de piano, puis reçoit l'aide des autres Beatles pour enregistrer la partie rythmique.

« On l'a vraiment fait comme ça... au hasard. Puis on est parti chez moi et on a regardé The Girl Can't Help It. On est ensuite retournés en studio et on a ajouté les paroles pour que ça aille avec tout ça. »

— Paul McCartney 
Une fois les paroles écrites avec Lennon, le groupe enregistre les parties vocales, McCartney au chant, parfois assisté de Lennon. Toutes les personnes présentes sont mises à contribution : Pattie Harrison et Yoko Ono rejoignent les chœurs tandis que l'assistant du groupe, Mal Evans, tape dans ses mains. Une vingtaine de prises sont réalisées sur quatre pistes, transférées sur huit pistes afin d’ajouter un maximum d’overdubs : chœurs, bruitages divers, tambourin, claquements de mains, en plus de la batterie, des guitares, du piano, de la basse et du chant.
À 5h du matin, dans la nuit du 18 au 19 septembre, la chanson est définitivement en boîte, mixée en mono. Le mixage stéréo attend pour sa part le 14 octobre, sous la direction de George Martin rentré de vacances. Il est à noter qu’en deux jours, Paul McCartney sera passé de l’enregistrement de sa balade acoustique I Will (mise en boîte le 16 septembre) à cet énergique et festif rock'n'roll.

## Fiche technique

### Interprètes
- Paul McCartney : chant, guitare solo, piano, claquements de mains
- John Lennon : chant, chœurs, guitare solo, claquements de mains
- George Harrison : basse à six cordes, claquements de mains
- Ringo Starr : batterie, tambourin, claquements de mains
- Pattie Harrison : chœurs, claquements de mains
- Yoko Ono : chœurs, claquements de mains
- Mal Evans : claquements de mains

## Parution et reprises
Birthday prend place en première position du disque 2 du double album The Beatles, souvent surnommé l'« Album blanc » pour sa pochette uniforme et sobre. Si l'album se démarque par un grand nombre de chansons enregistrées en solo, comme Julia ou Mother Nature's Son, Birthday montre qu'il est exagéré de dire que le groupe n'était alors plus capable de jouer ensemble. L'album sort le 22 novembre 1968 et se classe en tête des charts.
La chanson fait également l'objet de plusieurs reprises. En 1969, le groupe Underground Sunshine l'interprète ainsi sur un single qui entre dans les charts américains. En 1990, Paul McCartney en a également publié en single une version live (avec en face B une reprise de Good Day Sunshine), qui est également entrée dans les classements. En 2010, pour le 70e anniversaire de Ringo Starr, McCartney l'a également interprétée sur scène.

## Analyse
Birthday est un morceau purement rock qui montre une certaine volonté du groupe de retourner à une musique plus classique, après l'expérience élaborée de Sgt. Pepper et l'étrangeté de Magical Mystery Tour. Cette volonté trouve son aboutissement l'année suivante avec le projet Get Back. C'est en effet un morceau très vivant, marquée par une très forte ambiance soutenue par les riffs de guitare et de piano, des paroles simples et chantées d'une voix forte, et un long break de batterie (huit mesures) de Ringo Starr.
Les avis des Beatles sur ce morceau sont très divergents. McCartney explique : « C’est une de mes chansons préférées sur cet album, parce qu’elle est spontanée. Et elle se danse très bien. » À l'inverse, John Lennon déclare en 1980 lors de son interview à Playboy que c'est « une chanson bonne à jeter à la poubelle ».